# Limnoria bituberculata
Limnoria bituberculata är en kräftdjursart som beskrevs av Pillai 1957. Limnoria bituberculata ingår i släktet Limnoria och familjen borrgråsuggor. Inga underarter finns listade i Catalogue of Life.